# Le Poizat

Le Poizat este o comună în departamentul Ain din estul Franței.